# Anna Plichta
Anna Plichta (* 10. Februar 1992 in Wadowice) ist eine ehemalige polnische Radrennfahrerin, die im Straßenradsport aktiv war.

## Sportliche Karriere
Anna Plichta fuhr 2014 beim TKK Pacific Toruń und wechselte im Jahr darauf zum Radsportteam BTC City Ljubljana. 2014 nahm sie an der UCI-Straßen-Weltmeisterschaft teil, wo sie das Rennen aber nicht beendete. Im selben Jahr gewann Plichta die Silbermedaille in der polnischen Bergmeisterschaft. Des Weiteren konnte sie bei der Internationalen Thüringen-Rundfahrt der Frauen 2014 die Nachwuchswertung für sich entscheiden, in der Gesamtwertung wurde sie Zehnte.
Plichta nahm 2015 erneut an der UCI-Straßen-Weltmeisterschaft teil. Dort belegte sie im Straßenrennen den 52. Platz. Des Weiteren konnte Plichta ihren zweiten Platz in der polnischen Bergmeisterschaft aus dem Vorjahr verteidigen und belegte in der Gesamtwertung der Tour de Feminin – O cenu Českého Švýcarska den dritten Platz. Bei der Internationalen Thüringen-Rundfahrt der Frauen kam Plichta auf den 33. Platz. Im September 2015 nahm Plichta an der Lotto Belgium Tour teil, wo sie den siebten Platz der Gesamtwertung erreichte.
2016 wurde Anna Plichta hinter Katarzyna Niewiadoma polnische Vizemeisterin im Straßenrennen und nahm an den Olympischen Sommerspielen in Rio de Janeiro teil. Das Straßenrennen beendete sie mit einer Zeit von 4:01:29 h und kam in der Gesamtwertung auf den 41. Platz. Im Einzelzeitfahren belegte sie Platz 19. Bei den UCI-Straßen-Weltmeisterschaften in Doha erreichte sie den siebten Platz im Mannschaftszeitfahren, im Straßenrennen schaffte Plichta es nur auf Platz 84. In der Gesamtwertung der Tour de Feminin – O cenu Českého Švýcarska kam Plichta auf den zweiten Platz und wurde Dritte der Bergwertung. Bei der Tour Cycliste Féminin International de l’Ardèche wurde sie ebenfalls Dritte der Bergwertung, in der Gesamtwertung erreichte sie Platz 15.
Im Jahr 2017 wechselte Plichta zum UCI Women’s Team WM3 Pro Cycling. In diesem Jahr wurde sie bei den Polnische Meisterschaften im Straßenrennen Dritte. In der Saison 2018 wollte Plichta ursprünglich zum belgischen Radsportteam Lensworld-Kuota wechseln, dazu kam es allerdings nicht, da sich das Team nach dem Rückzug des Hauptsponsors LensOnline auflöste. Letztendlich wechselte sie zum Boels Dolmans Cyclingteam. Ohne nennenswerte Ergebnisse geblieben, wechselte sie bereits nach einer Saison zum Team Trek-Segafredo, für das sie 2019 und 2020 fuhr. In beiden Jahren gewann sie jeweils den polnischen Titel im Einzelzeitfahren. Ihr international wertvollstes Ergebnis war der siebte Gesamtrang bei der WNT Madrid Challenge by La Vuelta.
2021 wurde Plichta Mitglied bei den Lotto Soudal Ladies. Vom polnischen Radsportverband wurde sie für die Olympische Sommerspiele in Tokio nominiert. Dort belegte sie im Einzelzeitfahren den 24. Platz und im Straßenrennen den 27. Platz.
Nach der Saison 2021 beendete Plichta im Alter von 29 Jahren ihre Karriere als Radrennfahrerin.

## Palmarès
2014
- Nachwuchswertung Internationale Thüringen-Rundfahrt der Frauen

2019
- Polnische Meisterin – Einzelzeitfahren

2020
- Polnische Meisterin – Einzelzeitfahren

## Nachweise
1. ↑  Polska Reprezentacja Olimpijska Rio 2016. Abgerufen am 21. September 2020.
2. ↑  Vos heads new Fortitude Pro Cycling women's team in 2017. In: cyclingnews.com. 29. September 2016, abgerufen am 1. Mai 2017.
3. ↑  Lensworld-Kuota set to fold in 2018. Cycling News, 27. Oktober 2017, abgerufen am 18. Dezember 2017.

| Personendaten    | Personendaten             |
| ---------------- | ------------------------- |
| NAME             | Plichta, Anna             |
| KURZBESCHREIBUNG | polnische Radrennfahrerin |
| GEBURTSDATUM     | 10. Februar 1992          |
| GEBURTSORT       | Wadowice                  |